# Chorizanthe blakleyi
Chorizanthe blakleyi là một loài thực vật có hoa trong họ Rau răm. Loài này được Hardham mô tả khoa học đầu tiên năm 1964.